# Maaninka
Maaninka [ˈmɑːniŋkɑ] (schwedisch historisch Maninga) ist eine ehemalige Gemeinde in der finnischen Region Savo in der Landschaft Nordsavo. Der am Maaninkajärvi (Maaninkasee) gelegene Ort befindet sich etwa 45 Kilometer nordwestlich der Stadt Kuopio, zu der die ehemalige Gemeinde seit dem 1. Januar 2015 gehört. Die Gemeinde hatte am 30. September 2014 auf einer Fläche von 575,15 km² (hiervon 108,46 km² Binnengewässer) 3749 Einwohner.

## Überblick
Maaninka ist recht ländlich geprägt. Ein knappes Viertel der Einwohner arbeitet im landwirtschaftlichen Sektor. Zur Gemeinde Maaninka gehörten die Dörfer Haatala, Halola, Hamula, Jynkänniemi, Kinnulanlahti, Kurolanlahti, Käärmelahti, Leinolanlahti, Lappetelä, Pohjois-Haatala, Tavinsalmi, Tuovilanlahti, Varpasmaa, Venäjänsaari, Vianta und Väänälä.
Über mehrere Kanäle ist Maaninka an die Wasserstraßen von Savo angeschlossen. Die wichtigsten Sehenswürdigkeiten der Gemeinde liegen in der Natur: Der Korkeakoski, mit 46 Metern der höchste Wasserfall Finnlands, und die Vogelreviere der Seen Patajärvi, Patalahti, Lapinjärvi und Iso–Valkeinen.

## Politik

### Gemeinderat
Dominierende politische Kraft in Maaninka war zuletzt die bäuerlich-liberale Zentrumspartei. Sie erreichte bei der Kommunalwahl 2012 mit gut 52 % der Stimmen und 12 der 21 Sitze die absolute Mehrheit. dahinter folgen die rechtspopulistischen Wahren Finnen und die Sozialdemokraten mit je drei Sitzen. Ebenfalls im Gemeinderat vertreten waren die erstmals angetretene „Unabhängige Liste Maaninka“ mit zwei Abgeordneten und die konservative Nationale Sammlungspartei mit einem Vertreter. Das Linksbündnis verlor nach Stimmenverlusten mit nur noch 3,1 % der Stimmen seinen Sitz im Gemeinderat.
| Partei                     | Wahlergebnis 2012 | Sitze   |
| -------------------------- | ----------------- | ------- |
| Finnische Zentrumspartei   | 52,3 % (+6,5)     | 21 (+1) |
| Wahre Finnen               | 14,6 % (+4,4)     | 3 (+1)  |
| Sozialdemokraten           | 12,1 % (−3,1)     | 3 (±0)  |
| Unabhängige Liste Maaninka | 9,4 % (+9,4)      | 2 (+2)  |
| Nationale Sammlungspartei  | 5,8 % (+2,4)      | 1 (±0)  |
| Übrige                     | 5,8 % (−14,8)     | 0 (−4)  |

### Wappen

Wappen von Maaninka

Beschreibung des Wappens: Im schwarzen Schild liegt ein goldener Schrägbalken mit drei rotgeschnäbelten und ebenso gefüßten schwarzen Enten.